# 998年
| 千纪： | 1千纪                                                                                                  |
| 世纪： | 9世纪 \| 10世纪 \| 11世纪                                                                              |
| 年代： | 960年代 \| 970年代 \| 980年代 \| 990年代 \| 1000年代 \| 1010年代 \| 1020年代                           |
| 年份： | 993年 \| 994年 \| 995年 \| 996年 \| 997年 \| 998年 \| 999年 \| 1000年 \| 1001年 \| 1002年 \| 1003年    |
| 纪年： | 戊戌年（狗年）；于阗天兴十三年；契丹統和十六年；北宋咸平元年；大理明治二年；越南應天五年；日本長德四年 |

## 大事记
- 匈牙利立国。
- 夏王李繼遷圍攻宋靈州（寧夏靈武）。歲餘不能克，解圍去。

## 出生
- 孔圣佑，孔子後裔，文宣公。
- 孫抗，北宋官员。
- 孫甫，北宋官员。
- 曾公亮，北宋官员。
- 宋祁，北宋官员。
- 昭登親王，日本皇族。

## 逝世
- 耶律休哥，遼國名將，著名軍事家。
- 奥布·哈桑，喀喇汗国可汗。
- 徐熙 (高丽)，高丽官员。
- 阿布·瓦法 ，阿拉伯数学家、天文学家。
- 刘氏 (秦国夫人)，宋真宗乳母。